# 김주성 (2000년)
김주성(金朱晟, 2000년 12월 12일 ~ )은 대한민국의 축구 선수로 현재 일본 J1리그의 산프레체 히로시마에서 수비수로 활동 중이다.

## 구단 경력
FC 서울의 U-15팀인 오산중학교 축구부와 U-18팀인 오산고등학교 축구부를 나온 후 2019 시즌 유스 우선지명 선수로 FC 서울에 입단하였다.

## 국가대표팀 경력

### 대한민국 U-20 대표팀
대한민국 U-20 대표팀 소속으로 2019년 FIFA U-20 월드컵 본선 엔트리에 이름을 올린 뒤 세네갈과의 8강전에서 후반 추가시간에 이강인을 대신해 교체 투입되며 팀의 사상 첫 FIFA 주관 남자 대회 준우승에 힘을 실어주었으나 이 당시 부상에서 복귀한지 얼마 안 되었기에 선발 출전한 경기는 없었다.

### 대한민국 A대표팀
2022년 EAFF E-1 풋볼 챔피언십을 앞두고 당시 대한민국 A대표팀 사령탑인 파울루 벤투 감독의 부름을 받으며 사상 첫 성인대표팀에 차출된 뒤 홍콩과의 2차전에서 같은 U-20 월드컵 준우승 멤버인 이재익 대신 교체 투입되며 국제 A매치 데뷔전이자 국제 대회 데뷔전을 치렀다.
그 후 자신의 소속팀의 홈 구장에서 열린 쿠웨이트와의 2026년 FIFA 월드컵 아시아 지역 3차 예선 A조 최종전에서 A대표팀 첫 차출 3년만에 처음으로 선발 데뷔전을 치러 팀의 4-0 대승에 일조했다.

## 국가대표팀 득점 기록
| # | 경기일     | 경기장소       | 상대팀 | 득점 | 결과 | 비고                          |
| - | ---------- | -------------- | ------ | ---- | ---- | ----------------------------- |
| 1 | 2025/07/07 | 대한민국, 용인 | 중국   | 3-0  | 3-0  | 2025년 EAFF E-1 풋볼 챔피언십 |